# Biograf Röda Lyktan
Ej att förväxla med Röda lyktan i Göteborg

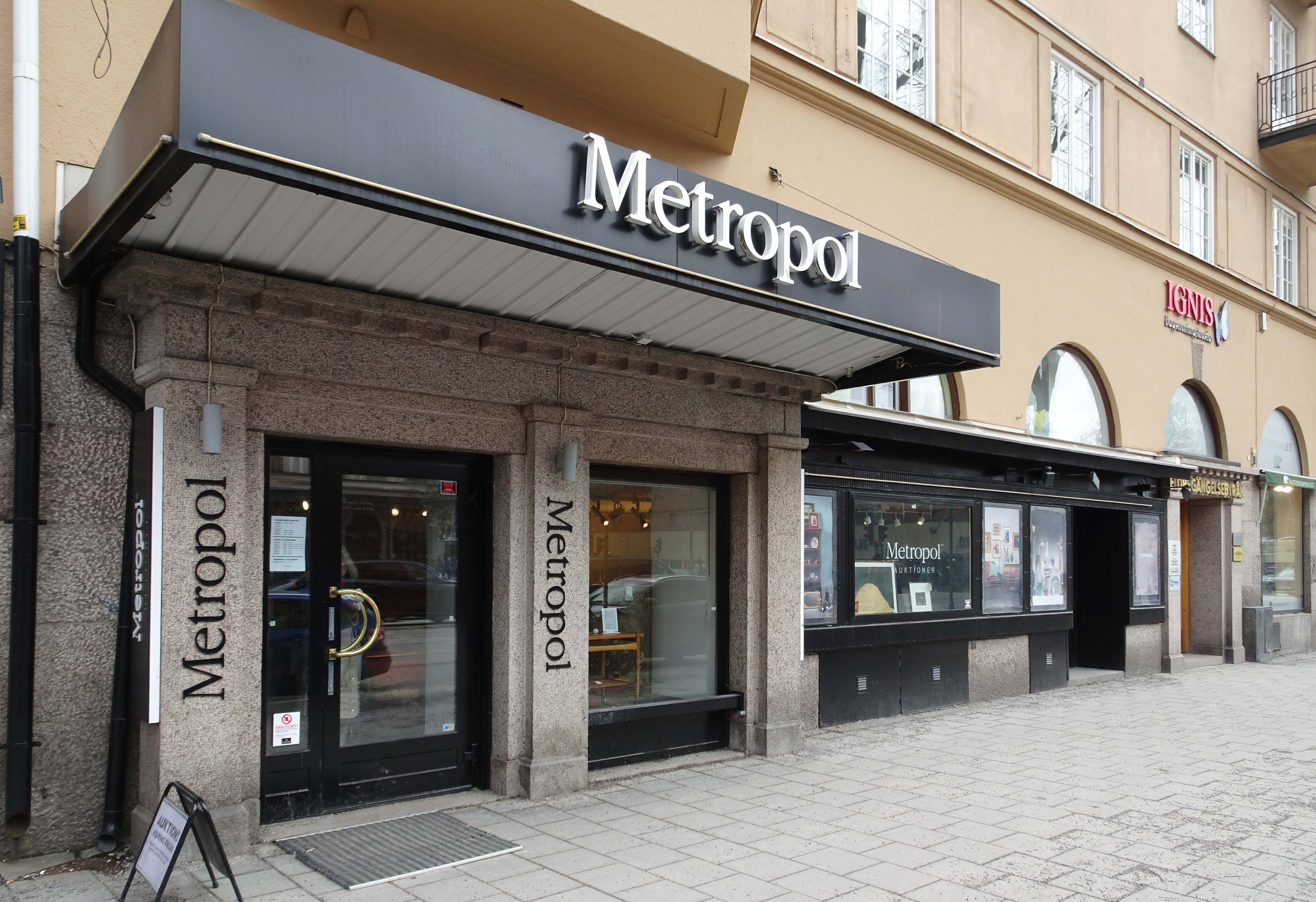
Biografentrén, mars 2021.

Röda Lyktan var en biograf vid Sveavägen 116 på Norrmalm i Stockholm. Biografen, som även existerade under namnen Svea och Star, öppnade 1917 och stängde 1982.

## Historik

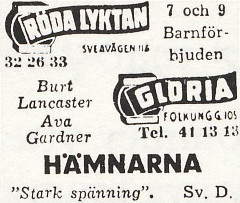
Programmet 1948.

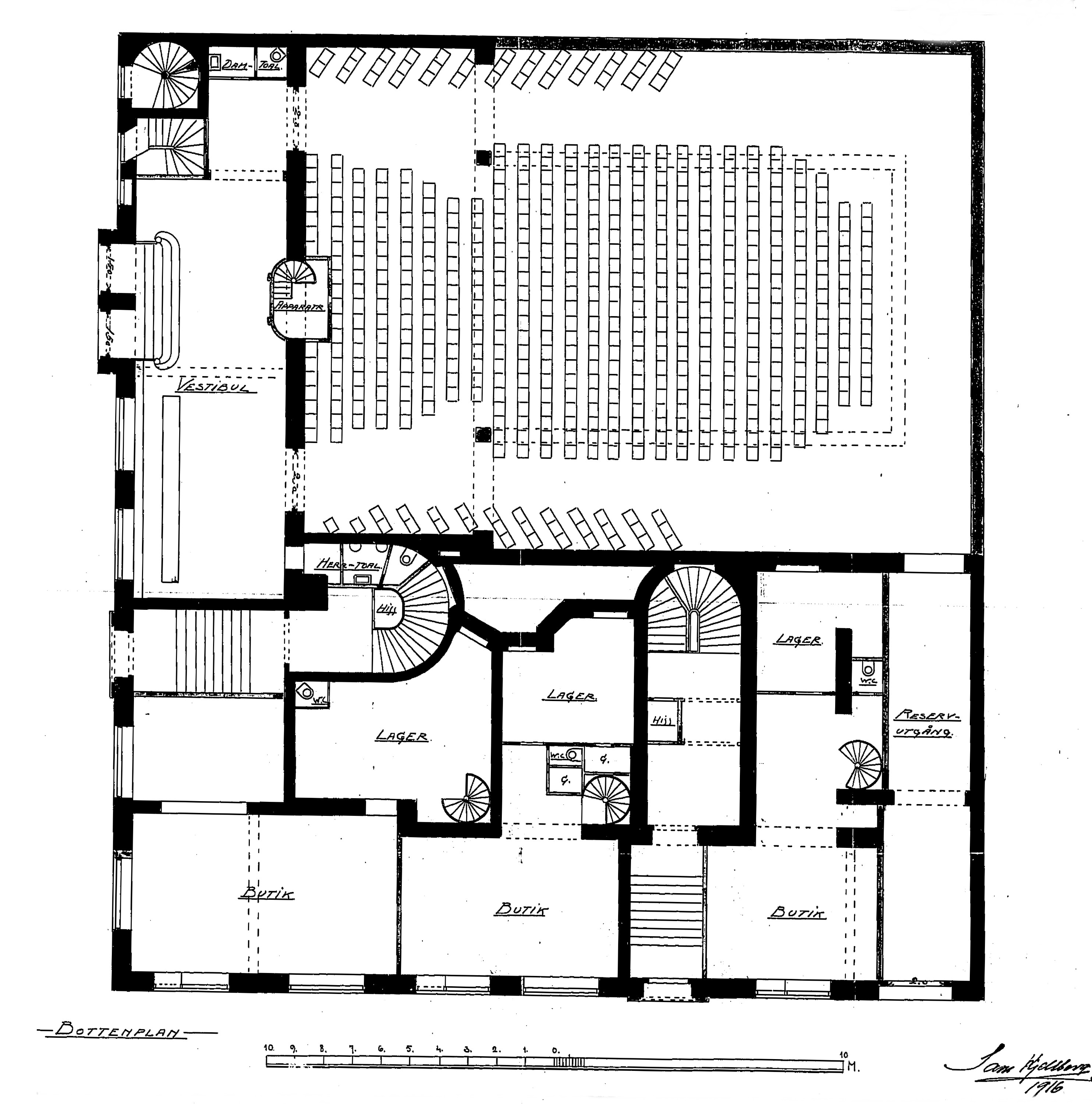
Planritningen, 1916.

Röda Lyktan låg i den av arkitekt Sam Kjellberg 1916 ritade fastigheten Trädgårdsmästaren 9 i hörnet Sveavägen 116 / Odengatan 50. Husets bottenvåning inrymde butiker i södra delen och en biograflokal i den norra delen, delvis under en överbyggd innergård. Biografentrén var från Sveavägen. Innanför entrén fanns en långsmal foajé med biljettkassan, toaletter och garderob samt trappan upp till läktaren. 
Via två dörrar kom man in i salongen som hade 550 platser, därav 438 på parketten. Väggar och sittplatserna hade dämpade färgsättning. Interiören betecknades av samtida press som ”sober och utan all billig grannlåt”. Röda Lyktan öppnade den 13 oktober 1917 och drevs av Skandinavisk Filmcentral, som då var under uppbyggnad. När Svensk Filmindustri (SF) övertog Skandinavisk Filmcentral 1922 blev Röda lyktan en andrahandsbiograf. Därefter byttes ägare några gångar innan Röda Lyktan integrerades 1943 i Europa Films biografkedja. 
Efter en renovering 1949 byttes biografens namn till Svea som den hade fram till 1976 då den döptes till Star. Den sista föreställningen ägde rum 16 maj 1882. Lokalen ändrades sedan till ett diskotek. 1995 utfördes en större förändring när butikslokaler för dataföretaget Lap Power inrättades. Idag (2021) har Metropol Auktioner sin verksamhet här.

## Svea-Teatern
Det fanns även en annan biograf i Stockholm med namnet Svea (Svea-Teatern). Den låg vid Sveavägen 104, ett par kvarter söder om Röda Lyktan. Den öppnade också 1917 och var en ren stumfilmsbiograf som stängde 1929 när stumfilmstiden var till ända.